# 昆图斯·图利乌斯·西塞罗
昆图斯·图利乌斯·西塞罗（拉丁語： 前102年—前43年）古罗马政治家、军事领导人，罗马知名政治家、作家马库斯·图利乌斯·西塞罗之弟，高卢战争期间，曾在凯撒手下任职。